# Melanargia pluriocellata
Melanargia pluriocellata är en fjärilsart som beskrevs av Hermann Stauder 1914. Melanargia pluriocellata ingår i släktet Melanargia och familjen praktfjärilar. Inga underarter finns listade i Catalogue of Life.